# World Oza
La coupe Toyota-Denso - World Oza était une compétition de jeu de go internationale, sponsorisée par le constructeur automobile Toyota et le fabricant de pièces Denso.

## Déroulement
32 joueurs venant du monde entier sont invités à participer selon la répartition suivante :
- 10 venant du  Japon
- 7 venant de  Chine
- 7 venant de  Corée du Sud
- 1 venant de  Taïwan
- 3 venant d'Europe
- 2 venant d'Amérique du Nord
- 3 venant du reste de l'Asie / d'Océanie/ d'Afrique
- 1 venant d'Amérique du Sud

Le tournoi avait lieu tous les deux ans. Les premières parties sont à élimination directe, et la finale est en deux parties gagnantes. Le vainqueur empochait 30.000.000 yens et la nouvelle voiture de Toyota (d'une valeur proche de 10.000.000 yens).
Le 16 juin 2009, la Nihon Ki-in a confirmé que le World Oza a été arrêtée par les sponsors.

## Vainqueurs & Finalistes
| Année | Nat.                                        | Vainqueur    | Score | Nat.                                        | Finaliste   |
| ----- | ------------------------------------------- | ------------ | ----- | ------------------------------------------- | ----------- |
| 2002  | Drapeau de la Corée du Sud                  | Lee Chang-ho | 1–0   | Drapeau de la République populaire de Chine | Chang Hao   |
| 2004  | Drapeau de la Corée du Sud                  | Lee Sedol    | 2–1   | Drapeau de la République populaire de Chine | Chang Hao   |
| 2006  | Drapeau de la Corée du Sud                  | Lee Sedol    | 2–1   | Drapeau du Japon                            | Cho U       |
| 2008  | Drapeau de la République populaire de Chine | Gu Li        | 2–0   | Drapeau de la République populaire de Chine | Piao Wenyao |